# Емілі Мортімер
Емілі Мортімер (англ. Emily Mortimer; нар. 1 грудня 1971 року у Лондоні, Велика Британія) — англійська акторка, відома за фільмами «Крик 3», «Матч-пойнт» і «Рожева пантера».
Народилась 1 грудня 1971 року у Лондоні, Велика Британія Вивчала російську мову, провела один рік власного життя у Москві і навіть брала участь у постановках МХАТу.

## Фільмографія
| Фільми  | Фільми                                                           | Фільми                                                          | Фільми                   |
| Рік     | Українською мовою                                                | Мовою оригіналу                                                 | Роль                     |
| ------- | ---------------------------------------------------------------- | --------------------------------------------------------------- | ------------------------ |
| 2025    | Джей Келлі                                                       | Jay Kelly                                                       |                          |
| 2020    | Не зазирай глибше                                                | Don't Look Deeper                                               | Шерон                    |
| 2020    | Реліквія                                                         | Relic                                                           | Кей                      |
| 2019    | Прокляття «Мері»                                                 | The Party                                                       | Сара Грір                |
| 2017    | Вечірка                                                          | Mary                                                            | Джинні                   |
| 2016    | Спектральний аналіз                                              | Spectral                                                        | Медісон                  |
| 2011    | Тачки 2                                                          | Cars 2                                                          | Холлі Тіптронік          |
| 2011    | Хранитель часу                                                   | Hugo                                                            | Лісетт                   |
| 2011    | Мій придуркуватий брат                                           | Our Idiot Brother                                               | Ліз Андерсон             |
| 2010    | Острів проклятих                                                 | Shutter Island                                                  | Рейчел Соландо           |
| 2009    | Гаррі Браун                                                      | Harry Brown                                                     | Фрамптон                 |
| 2008    | Рожева пантера 2                                                 | The Pink Panther 2                                              | Ніколь                   |
| 2008    | Червоний пояс                                                    | Redbelt                                                         | Лора Блек                |
| 2008    | Транссибірський експрес                                          | Transsiberian                                                   | Джессі                   |
| 2007    | Теорія хаосу                                                     | Chaos Theory                                                    | Сьюзен Аллен             |
| 2007    | Ларс і справжня дівчина                                          | Lars and the Real Girl                                          | Карін                    |
| 2006    | Рожева пантера                                                   | The Pink Panther                                                | Ніколь                   |
| 2006    | Париже, я люблю тебе                                             | Paris, je t'aime                                                | Франсіс                  |
| 2005    | Матч-пойнт                                                       | Match Point                                                     | Хлоя Х'юетт Вілтон       |
| 2004    | Мандрівний замок Хаула                                           | Howl's Moving Castle                                            | Молода Софі (голос)      |
| 2004    | Любий Френкі                                                     | Dear Frankie                                                    | Ліззі                    |
| 2003    | Молодий Адам                                                     | Young Adam                                                      | Кеті Дімле               |
| 2003    | Золота молодь                                                    | Bright Young Things                                             | Ніна Блаунта             |
| 2003    | Інтимний словник                                                 | The Sleeping Dictionary                                         | Сесіль                   |
| 2003    | Ніхто не повинен дізнатися                                       | Nobody Needs to Know                                            | Емілі                    |
| 2003    |                                                                  | A Foreign Affair                                                | Енджела Бек              |
| 2001    | Формула 51                                                       | The 51st State                                                  | Дакота Паркер            |
| 2001    | Чарівна і приваблива                                             | Lovely and Amazing                                              | Елізабет Маркс           |
| 2000    | Малюк                                                            | The Kid                                                         | Емі                      |
| 2000    | Марні зусилля кохання                                            | Love's Labour's Lost                                            | Кетрін                   |
| 2000    | Крик 3                                                           | Scream 3                                                        | Анджеліна Тайлер         |
| 1999    | Ноттінг Хілл                                                     | Notting Hill                                                    | Ідеальна дівчина         |
| 1998    | Єлизавета                                                        | Elizabeth                                                       | Кет Ешлі                 |
| 1996    | Останній з великих королів                                       | The Last of the High Kings                                      | Ромі Томас               |
| 1996    | Привид і темрява                                                 | The Ghost and the Darkness                                      | Елана Паттерсон          |
| Серіали |                                                                  |                                                                 |                          |
| Рік     | Українською мовою                                                | Мовою оригіналу                                                 | Роль                     |
| 2020    | Не зазирай глибше                                                | Don't Look Deeper                                               | Шерон                    |
| 2007    | 30 потрясінь епізоди «Corporate Crush», «Cleveland» and «Hiatus» | 30 Rock                                                         | Фібі                     |
| 2002    | Джефрі Арчер: Правда                                             | Jeffrey Archer: The Truth                                       | Діана, принцеса Уельська |
| 1998    | Сидр з Розі                                                      | Cider with Rosie                                                | Міс Флінн                |
| 1998    | Повернення додому                                                | Coming Home                                                     | Джудіт Данбар            |
| 1996    | Тихий свідок епізоди «Довгі дні, Короткі ночі» частини 1 і 2     | Silent Witness episodes «Long Days, Short Nights» parts 1 and 2 | Френ                     |
| 1996    | Суто англійські вбивства: The Killings at Badger's Drift         | Midsomer Murders: The Killings at Badger's Drift                | Кетрін Лейсі             |
| 1995    |                                                                  | The Glass Virgin                                                | Аннабелла Легрейндж      |
| 1995    | Меч Шарпа                                                        | Sharpe's Sword                                                  | Лесс                     |